# Библиотека Берлинского университета имени Гумбольдта
Библиотека Берлинского университета имени Гумбольдта (иногда Библиотека Берлинского университета; нем. Universitätsbibliothek der Humboldt-Universität zu Berlin, UB HU Berlin) — публичная научная библиотека, являющаяся частью Берлинского университета имени Гумбольдта; общий объем фондов центральной библиотеки и девяти филиалов составляет около 6,5 миллионов носителей информации. С 1810 по 1831 год студенты и преподаватели Берлинского университета использовали «Королевскую библиотеку»; в 1831 году была открыта новая университетская библиотека, которая до 1898 года продолжала находиться в ведении Королевской библиотеки. В 2009 году центральный офис переехал в недавно открытый Центр братьев Гримм.

## История
При основании Берлинского университета имени Гумбольдта, в 1810 году, студенты использовали «Королевскую библиотеку» (Königliche Bibliothek), которая вскоре перестала отвечать университетским требованиям. В 1831 году была создана новая университетская библиотека — через год она была сдана в эксплуатацию, имея в своём собрании 1668 томов. До 1898 года университетская библиотека формально находилась в ведении Королевской библиотеки; первым помещением для библиотеки университа стали две комнаты на верхнем этаже Королевской библиотеки.
Затем университетское собрание дважды переезжало: в 1839 году оно разместилось в здании «Adlerschen Saal» на улице Унтер-ден-Линден, а в 1854 — в доме на улице Таубенштрассе. В 1835 году архитектор Карл Фридрих Шинкель представил свой проект для нового здания библиотеки — проект не был реализован по финансовым причинам. В первые десятилетия своего существования университетская библиотека располагала небольшим бюджетом на закупку книг и росла, в основном, за счет положения о передаче обязательного экземпляра, а также — за счёт поглощении других научных библиотек. В конце 1870-х годов библиотеке был предоставлен фиксированный бюджет из государственных средств. В начале XX века библиотека получила несколько специальных грантов и ввела плату за пользование.
В период между 1871 и 1874 годами архитектор Пауль Эмануэль Шпикер (Paul Emmanuel Spieker, 1826—1896) спроектировал новое отдельное здание для библиотеки на улице Доротеенштрассе. В простом кирпичном здании с круглой аркой сегодня располагается художественная кафедра. С 1900 года для хранения книг начало использоваться и соседнее здание на той же улице. Вскоре после этого началось строительство общего здания для Академии наук, Королевской библиотеки и библиотеки университета на участке земли между Унтер-ден-Линден и Доротеенштрассе — сегодня Старая библиотека. В апреле 1910 года университетская библиотека переехала во временные помещения на улице Universitätsstrasse. В 2005 году университетская библиотека окончательно покинула общее здание.
Во времена Веймарской республики, в 1930 году, собрание библиотеки достигло 831 934 томов: это была одна из ведущих университетских библиотек Пруссии. После прихода к власти в Германии национал-социалистов, в 1933 году, из университетского собрания не было сожжено ни одной книги; потери и повреждения книг во время Второй мировой войны также были относительно небольшими — хотя фонды не были перемещены, а оставались в центре Берлина.
Во времена ГДР многие отраслевые библиотеки университета были централизованы; после падения Берлинской стены, в 1989 году, одноуровневая библиотечная система была сохранена. Пробелы в приобретении, возникшие за предыдущие три десятилетия, были сокращены за счет обширной программы закупок книг, выходивших в ФРГ и других странах Западной Европы. Постепенно библиотека была «сконцентрирована» в трех кампусах: «Adlershof», «Campus Mitte» и «Campus Nord». В 2003 году книги из отделений математики, физики, информатики, химии, географии и психологии были объединены в естественнонаучном кампусе в Адлерсхофе — здесь была создана библиотека по естественным наукам. В 2009 году центральный офис библиотеки переехал в недавно открытый Центр братьев Гримм.